# Technomyrmex zumpti
Technomyrmex zumpti é uma espécie de formiga do gênero Technomyrmex.